# Stirpium Adversaria Nova
Stirpium Adversaria Nova es un libro con ilustraciones y descripciones botánicas que fue escrito por el médico y botánico flamenco Matthias de L'Obel en colaboración con Pierre Pena.
En  Stirpium, l'Obel describió 1.500 especies de manera precisa, indicando las localidades donde esas especies fueron colectadas: es una veraz flora de los alrededores de Montpellier pero describe también plantas de Tirol, de Suiza y de Holanda. Y esa obra fue acompañada de 268 grabados en madera tallada.